# Хаджіб-ель-Аюн
Хаджіб-ель-Аюн (араб. حاجب العيون) — місто в Тунісі. Входить до складу вілаєту Кайруан. Станом на 2004 рік тут проживало 9 648 осіб.